# Leontochir
Leontochir é um gênero botânico de planta tuberosa da família das Alstroemeriaceae com espécies provinientes do Chile. É muito similar à Alstroemeria.